# دوري سلوفينيا لكرة القدم 1991–92
دوري سلوفينيا لكرة القدم 1991–92 (بالإيطالية: Prva slovenska nogometna liga 1991-1992)‏ هو الموسم 1 من  دوري سلوفينيا لكرة القدم. أقيم خلال الفترة 18 أغسطس 1991 وحتى 21 يونيو 1992، والذي يشرف على تنظيمه اتحاد سلوفينيا لكرة القدم، وكان عدد الأندية المشاركة فيه  21، وفاز فيه نادي ليوبليانا الأولمبي لكرة القدم ‏.